# Signy (Wölsungen)
Signy ist eine mythologische Figur aus dem nordischen Sagenkreis (Edda), Tochter des Wölsung, Zwillingsschwester  von Sigmund, Mutter seines Sohnes Sinfiötli, der im Inzest gezeugt wurde, Ehefrau von Siggeir, König von Gautland, der ihren Vater und neun ihrer Brüder erschlug.
Widerstrebend hatte Signy Siggeir geheiratet, da ihre Familie, die Wölsungen, dies so vereinbart hatte. Bereits auf der Hochzeitsfeier gab es Streit, und ihr frisch angetrauter Ehemann fuhr erbost und auf Rache sinnend vorzeitig nach Hause. Er lud die Familie drei Monate später zu einem Fest, wobei er alle, bis auf Sigmund, erschlug. Dieser wurde von seiner Schwester gerettet und in Gestalt einer jungen hübschen Völva verführt. Aus dieser Verführung entstand der gemeinsame Sohn. Von ihrem Mann hatte Signy noch vier weitere Söhne, die aber im Laufe der Zeit alle von Sigmund ermordet wurden. Letztendlich wurde Siggeir von Sinfiötli und Sigmund getötet, wobei sie seine Halle anzündeten, in der auch Signy verbrannte.